# Claudio Esteva Fabregat
Claudio Esteva Fabregat, (llamado a veces en catalán Claudi Esteva i Fabregat) (Marsella, Francia; 11 de noviembre de 1918-Barcelona, 4 de septiembre de 2017), fue un antropólogo cultural e historiador americanista español.

## Biografía
Nació accidentalmente en Marsella, donde sus padres se habían desplazado para visitar a su tío materno. Al estallar la Guerra Civil militó en las Juventudes Socialistas Unificadas de Cataluña, de las que fue secretario de organización y propaganda, y combatió en el frente de Aragón. Tras la caída de Cataluña, se exilió a Francia, y fue internado en el campo de concentración de Saint-Cyprien. Pudo exiliarse a México, a donde llegó a bordo del Sinaia en 1939. Allí tuvo diversas ocupaciones (desde vendedor de artículos textiles hasta jugador profesional y entrenador de fútbol). En 1947 ingresó en la Escuela Nacional de Antropología e Historia (ENAH) de Ciudad de México, donde se graduaría en 1954. En la ENAH fue alumno de Pere Bosch i Gimpera y Juan José Comas Camps.
Durante aquella época entró en contacto con el psicoanalista Erich Fromm, que se había instalado en México en 1951 y con quien colaboró en el «Seminario de Psicoanálisis» de la UNAM, iniciativa impulsada por un grupo de psiquiatras destacados en el contexto académico y que estaban siendo psicoanalizados por Fromm en la modalidad de psicoanálisis didáctico. Se incorporó al seminario como antropólogo secretario, inicialmente aportando a los textos clínicos la perspectiva antropológica cultural, aunque pronto se sometió también a un psicoanálisis didáctico con Erich Fromm, quien por su parte ya se había acercado a la vertiente «culturalista» del psicoanálisis durante su estancia en Estados Unidos.
Aunque aún no había terminado sus estudios, pronto ejercería la docencia universitaria (entre 1953 y 1956), actividad que comenzó enseñando psicoanálisis cultural a los antropólogos en formación de la ENAH (Esteva dio clases de las materias Cultura y Personalidad, Análisis de la Personalidad e Historia de la Cultura) y antropología social de orientación psicoanalítica en la Escuela de Posgraduados de la Facultad de Medicina de la UNAM. Tras su graduación como maestro en Ciencias Antropológicas y Etnología, se centró en el estudio de las culturas tolteca y azteca de México.
Volvió del exilio en 1956, con la intención de introducir en España las orientaciones y metodologías que había desarrollado en México (en sus propias palabras, perseguía «fundar los supuestos de una antropología española que no fuera solo académica, sino que en un desarrollo pudiera convertirse en la profesión científica más elevada en términos de ser no solo conocimiento, a la vez comparado y empírico, sino también parte de los recursos empleados en el arte de la experiencia de vivir»). La antropología mexicana estaba muy influida por la estadounidense (Bronislaw Malinowski había estado en México en 1940 con apoyo del gobierno mexicano para sus investigaciones) y, utilizando la arqueología y las excavaciones arqueológicas, la lingüística comparada, la antropología biológica y la etnografía comparada. Por el contrario, la situación de la antropología en España era precaria: falta de comunidad antropológica; reticencia de la comunidad académica española ante la antropología cultural; escaso prestigio de la antropología, una materia de poca importancia dentro de la arqueología o los estudios prehistóricos, de carácter difusionista; o falta de contacto con otras disciplinas, como la lingüística. En la capital española se licenció (por ser más sencillo que convalidar su título mexicano) primero (1957) y se doctoró después (1958), por la Universidad de Madrid, en Filosofía y Letras (sección de historia de América). En 1958 comenzó a dar clases en la Sección de América de la misma universidad. En España tendría un papel pionero dentro de la antropología.
Tras diversas experiencias de campo en la entonces Guinea Española y en Sayago (Zamora), fue nombrado director del Museo Nacional de Etnología en 1965. Allí fundó y dirigió (1965-68) la Escuela de Estudios Antropológicos (la primera institución antropológica en sentido moderno fundada en España tras la Guerra Civil, que seguía un enfoque integral y holístico), en el marco de un más amplio Centro Iberoamericano de Antropología. Todo ello con el apoyo del Instituto de Cultura Hispánica, ante la indiferencia de la Universidad. Los estudiantes de las tres promociones que salieron de la escuela recibían no solo formación teórica, sino técnicas de trabajo de campo, que se solían poner en práctica en valles pirenaicos del Alto Aragón, en Huesca. La experiencia terminó tras conseguir Esteva una plaza como profesor agregado de Etnología en la Universidad de Barcelona (1968). Ese mismo año se hizo cargo de la dirección del Centro de Etnología Peninsular del Consejo Superior de Investigaciones Científicas (CSIC) en Barcelona (inicialmente compartida con Augusto Panyella), que dirigiría hasta su jubilación (en 1978 añadiría "e Hispanoamericana" a su nombre). En 1971 fundó, en el marco del CSIC, la revista Ethnica. Revista de Antropología, la primera revista especializada en antropología cultural creada en España, que también dirigiría hasta su jubilación. Junto con los estudiantes formados en la Escuela de Estudios Antropológicos, los del Centro de Etnología Peninsular formaron las primeras hornadas de antropólogos sociales y culturales de España. En 1972 ganó la plaza de catedrático de Antropología Cultural en la misma universidad barcelonesa, la primera de esta materia establecida en España. Después de su jubilación de la cátedra de antropología cultural en la Universidad de Barcelona en 1986, fue nombrado profesor emérito el año siguiente. Volvió posteriormente a México, donde fue profesor investigador de El Colegio de Jalisco. Desde 1991 es presidente de la Asociación de Amistad México–Cataluña.
Como antropólogo e historiador americanista, se interesó por el estudio de la América prehispánica y durante el período de la conquista y los virreinatos. También fue colaborador del Instituto Gonzalo Fernández de Oviedo del CSIC entre 1961 y 1968. Realizó numerosos trabajos de campo en México y en el África española, y también en España, Ecuador, Perú, Estados Unidos y Guatemala.
Falleció en Barcelona el 4 de septiembre de 2017 a la edad de 98 años.

## Publicaciones
Claudio Esteva Fabregat es el autor de los siguientes libros:
- El mestizaje en Iberoamérica (1963),
- Sobre el método y los problemas de la antropología estructural (1969)
- Para una teoría de la aculturación en el alto Aragón (1971)
- Antropología y filosofía (1973)
- Antropología industrial (1973)
- Razas humanas y racismo (1975)
- Cultura, sociedad y personalidad (1978)
- Estado, etnicidad y biculturalismo (1984)
- La corona española y el indio americano (1989)
- La identidad catalana contemporánea (2004)

## Premios y reconocimientos
Entre los reconocimientos obtenidos por Claudio Esteva Fabregat pueden distinguirse los siguientes:
- Oficial de la Orden al Mérito por Servicios Distinguidos de Perú (1967).
- Cruz de oficial de la Orden del Mérito Civil de España (1977).
- Premio Bronislaw Malinowski (1994), otorgado por la Sociedad de Antropología Aplicada de Estados Unidos. Se considera el premio más prestigioso en el campo de la antropología.
- Premio Narcís Monturiol al mérito científico de la Generalidad de Cataluña (2003).
- Nombrado doctor honoris causa por la Universidad Rovira i Virgili de Tarragona (2017).

## Fondo bibliográfico
En Guadalajara, Jalisco, (México), la Biblioteca Carmen Castañeda del Centro de Investigaciones y Estudios Superiores en Antropología Social (CIESAS- Occidente) formó en abril de 2017 el «Fondo Claudio Esteva Fabregat» con los libros de su acervo privado que Esteva donó a la institución. Los volúmenes del fondo llevan esta inscripción en el catálogo y la lista completa de títulos, publicada en el sitio de la biblioteca, permite una impresión acerca de las áreas de estudio e intereses intelectuales del antropólogo.